# Institut français de sociologie
L'Institut français de sociologie est une société savante (1924-1962) fondée à Paris par des sociologues durkheimiens.

## Histoire
L'Institut a été créé en 1924 pour que la nouvelle série de la revue L'Année sociologique puisse recevoir des subventions de la Fédération des Sociétés Scientifiques. Aux termes de ses statuts, il « a pour objet de rapprocher les spécialistes des diverses sciences dont la réunion constitue la science de l'Homme vivant en société ». 
C'est seulement après que la deuxième série de L'Année sociologique ait pris fin que cet « Institut » devient réellement une société savante tenant, à partir de 1930 des séances dont il est rendu compte dans le Bulletin de l'Institut français de sociologie puis dans les Annales sociologiques (1934-1942). Marc Bloch, notamment, donne une conférence sur « Le problème des régimes agraires » qui témoigne des liens que les historiens de la mouvance des Annales d’histoire économique et sociale entretiennent avec les sociologues durkheimiens.  
En 1932, l’Institut, qui s’est constitué par cooptation, compte quarante-deux membres qui relèvent d’un large spectre de disciplines mais qui ont en partage une proximité intellectuelle avec Émile Durkheim ou Marcel Mauss. 

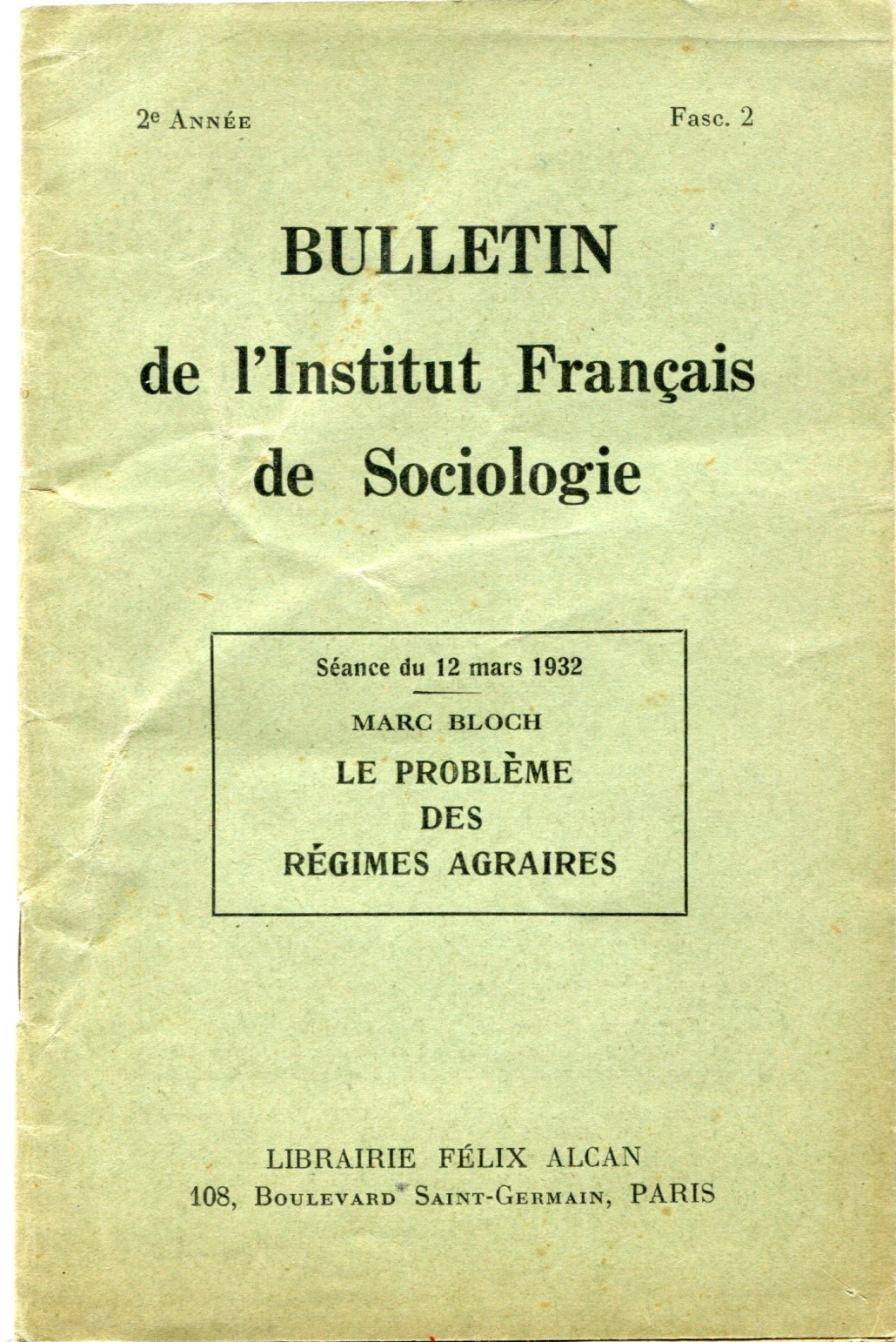
Bulletin de l'Institut français de sociologie (1932)

Les séances, suspendues, pendant la guerre, reprennent en 1946. Elles s'élargissent au-delà des durkheimiens, sans témoigner d'une grande vitalité. L'expansion de la discipline au travers notamment de la création de la licence de sociologie en 1958 suscite le besoin d'une organisation professionnelle plus large. En 1962, la Société française de sociologie prend la suite de l'Institut français de sociologie. En 2002, elle se renomme association française de sociologie.

## Présidents
- Marcel Mauss (1924-1927)
- Lucien Lévy-Bruhl (1927-1930)
- François Simiand (1930-1933)
- Marcel Granet (1933-1936)
- Paul Fauconnet (1936-1938)
- Maurice Halbwachs (1938-1944)
- Georges Bourgin (1945-1946)
- Henri Lévy-Bruhl (1946-1948)
- Georges Davy (1948-1950)
- Louis Gernet (1950-1952)
- Maurice Leenhardt (1952-1953)
- Georges Gurvitch (1953-1955)
- Georges Lutfalla (1955-1957)
- Georges Duveau (1958)
- Gabriel Le Bras (1958-1961)
- Raymond Aron (1961-1962)